# Sa’ud ibn Raszid al-Mu’alla
Sa’ud ibn Raszid al-Mu’alla, (ur. 1 października 1952) – emir Umm al-Kajwajn (od 2 stycznia 2009), syn emira Raszida ibn Ahmada al-Mu’alli. Ukończył średnią szkołę w Libanie oraz w roku 1974 studia w Kairze.